# General Aircraft Hotspur
General Aircraft GAL.48 Hotspur byl britský vojenský kluzák, který za druhé světové války používala britská armáda a Royal Air Force.
Britové projevili zájem o získání vojenských kluzáků poté, co v květnu 1940 přistál na střeše belgické pevnosti Eben Emael německý výsadek v kluzácích DFS 230 a pevnost považovanou za nedobytnou v krátké době vyřadil z akce.
Použití kluzáků mělo oproti výsadku na padácích tu výhodu, že vojáci zůstali pohromadě ihned po přistání a navíc mohl kluzák nést i další náklad.
Hoptspur byl malý kluzák s kapacitou 8 vojáků. Známější kluzák Airspeed Horsa byl výrazně větší. Varianta Hotspur Mk I byla původně určena pro bojové nasazení. Pro snadnější vystoupení vojáků po přistaní měl odklápěcí trup. Protože se výkony plně zatíženého kluzáku ukázaly jako nedostatečné, téměř všechny postavené kusy byly přeřazeny k výcviku.
Hotspur Mk II měl o 4,88 m zkrácené křídlo a větší  překryt kabiny, který byl vhodnější pro cvičné lety. Odklápění trupu bylo zrušeno a na jeho místě byly dveře. Hotspur Mk III  byl už zcela upraven pro cvičné lety a měl instalováno kompletní dvojité řízení. Verzí Mk. II a Mk III bylo vyrobeno celkem 997 kusů.
Vyvíjena byla také dvoutrupá varianta GAL48B Twin Hotspur, u které byly dva trupy Hotspurů propojeny centrální sekcí křídla a kapacita kluzáku by tak byla dvojnásobná. Sériově ale vyráběn nebyl.
Hotspur nebyl nikdy bojově nasazen. Při cvičných letech ho obvykle vlekal cvičný letoun Miles M.9 Master Mk II.

## Specifikace (Hotspur Mk.II)

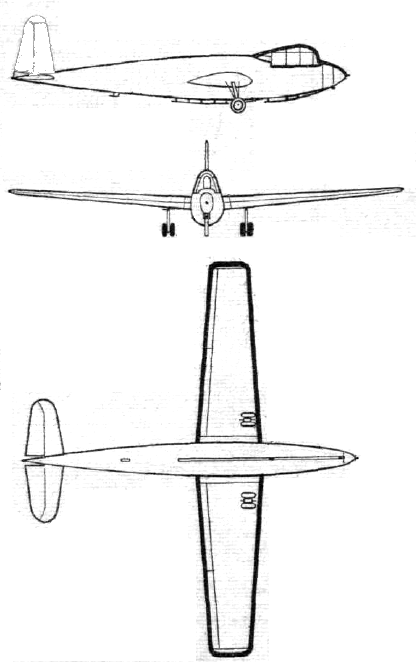
Třípohledový nákres

### Technické údaje
- Osádka: 2
- Kapacita: 8 vojáků
- Délka: 11,89 m
- Rozpětí: 13,99 m
- Výška: 3,05 m
- Nosná plocha: 25,3 m²
- Hmotnost prázdného letadla: 755 kg
- Max. vzletová hmotnost: 1632 kg

### Výkony
- Nejvyšší rychlost: 209 km/h
- Přistávací rychlost: 91 km/h
- Dolet: 134 km z výšky 6000 m